# Jiří Sobotka (Bildhauer)
Jiří Sobotka (* 3. Dezember 1955 in Brünn) ist ein tschechischer Künstler, Bildhauer und Hochschullehrer. Seine Skulpturen und Installationen sind von verschiedenen Richtungen der modernen Kunst, insbesondere der Pop-Art, beeinflusst.

## Leben
Jiří Sobotka wurde 1955 in Brünn geboren. Nach Abschluss seiner schulischen Ausbildung begann er 1971 ein Studium an der Sekundarschule für Angewandte Kunst in Brünn. 1975 setzte er seine Ausbildung an der Akademie der bildenden Künste in Prag fort. Nach Abschluss des Studiums im Jahr 1981 arbeitete er bis 1992 als freischaffender Künstler. Er beteiligte sich an internationalen Symposien und Ausstellungen in der Tschechischen Republik und im Ausland. Im Jahr 1992 nahm er an Fakultät für Architektur in Brünn eine Assistenzprofessur an. Von 1993 bis 1998 arbeitete er an der Fakultät für Bildende Künste als Assistenzprofessor in der Bildhauerklasse. Anschließend setzte er in den folgenden vier Jahren seine freiberufliche Tätigkeit fort. 2001 wurde Jiří Sobotka an der Akademie der Künste, Architektur und Design in Prag habilitiert.
Nach seiner Habilitation leitete er bis 2013 den Bereich Bühnenbild, Ausstellungsdesign und Neue Medien an der Hochschule für Kunst und Design in Brünn. Seit 2006 unterrichtete er dort das Fach Geschichte der modernen Kunst. Von 2008 bis 2010 wurde er als externer Lehrbeauftragter an die Fakultät für bildende Künste der Technischen Universität Brünn berufen. Seit 2013 leitete er die Lehre im Bereich Spatial Creation an der Pädagogischen Fakultät der Masaryk-Universität Brünn. Jiří Sobotka ist Mitglied des TT Clubs der kreativen Künstler und Theoretiker.
An der Fakultät für bildende Künste der Technischen Universität Brünn bekleidete er von 1993 bis 1998 die Funktion des Vizedekans – mit unterschiedlichen Aufgabenbereichen, 1996 als Vizepräsident des Akademischen Senats.
Jiří Sobotka lebt und arbeitet in Brünn.

## Arbeiten
Sobotkas künstlerisches Frühwerk wird geprägt durch Installationen von auf Lebensgröße vergrößerten Alltagsgegenständen. Zu Anfang der 1980er Jahre widmete sich Sobotka in seinen Arbeiten bevorzugt der Beziehung Mensch – Automobil. In den späten 1990er Jahren arbeitete er an Pop-Art-Skulpturen und Installationen von Gegenständen des täglichen Bedarfs, die er in ungewöhnlichen Räumen präsentierte: In der Ausstellung Perfect Shadows Forever in der Kirche der Erhöhung des Heiligen Kreuzes in Moravský Beroun zeigte er 1997 vergrößerte Lippenstifte und Lippenstiftverpackungen in einem Kirchenschiff.
Inspiriert von den Arbeiten von Hans Arp konzipierte er 2003 in der Kunstgalerie in Brünn eine Installation von monumentalen Kosmetikverpackungen und Fläschchen in monotonen Farben. Jiří Sobotka entwarf auch Inneneinrichtungen für öffentliche Gebäude, wie dem Planetarium von České Budějovice.
In den letzten Jahren wurden seine Atelierarbeiten von Aktionskünstlerinnen, wie Marina Abramović, Carolee Schneemann, Valie Export und Yoko Ono inspiriert. Ebenso interessiert ihn der Kontrast zwischen der serieller Konsumproduktion und der menschlichen Individualität. Er verarbeitete dieses Sujet in der Skulpturenserie Klippan, die variable Figuren auf einem bekannten Sofa des schwedischen Möbelherstellers IKEA zeigen.
Seine Arbeiten und Installationen werden unter anderen in der Mährischen Galerie und im Museum der Stadt Brünn, in der Dauerausstellung des Schlosses Mikulov sowie im Leipziger Robert-Koch-Park und im Skulpturenpark in Arandjelovac (Serbien) ausgestellt. Im Juni 2020 wurden in der Kunstgalerie Brünn in der Ausstellung „…K věci samé“  Objekte aus der Serie Homo Civilis und Häuser mit Rauch gezeigt.

## Objekte im öffentlichen Raum (Auswahl)

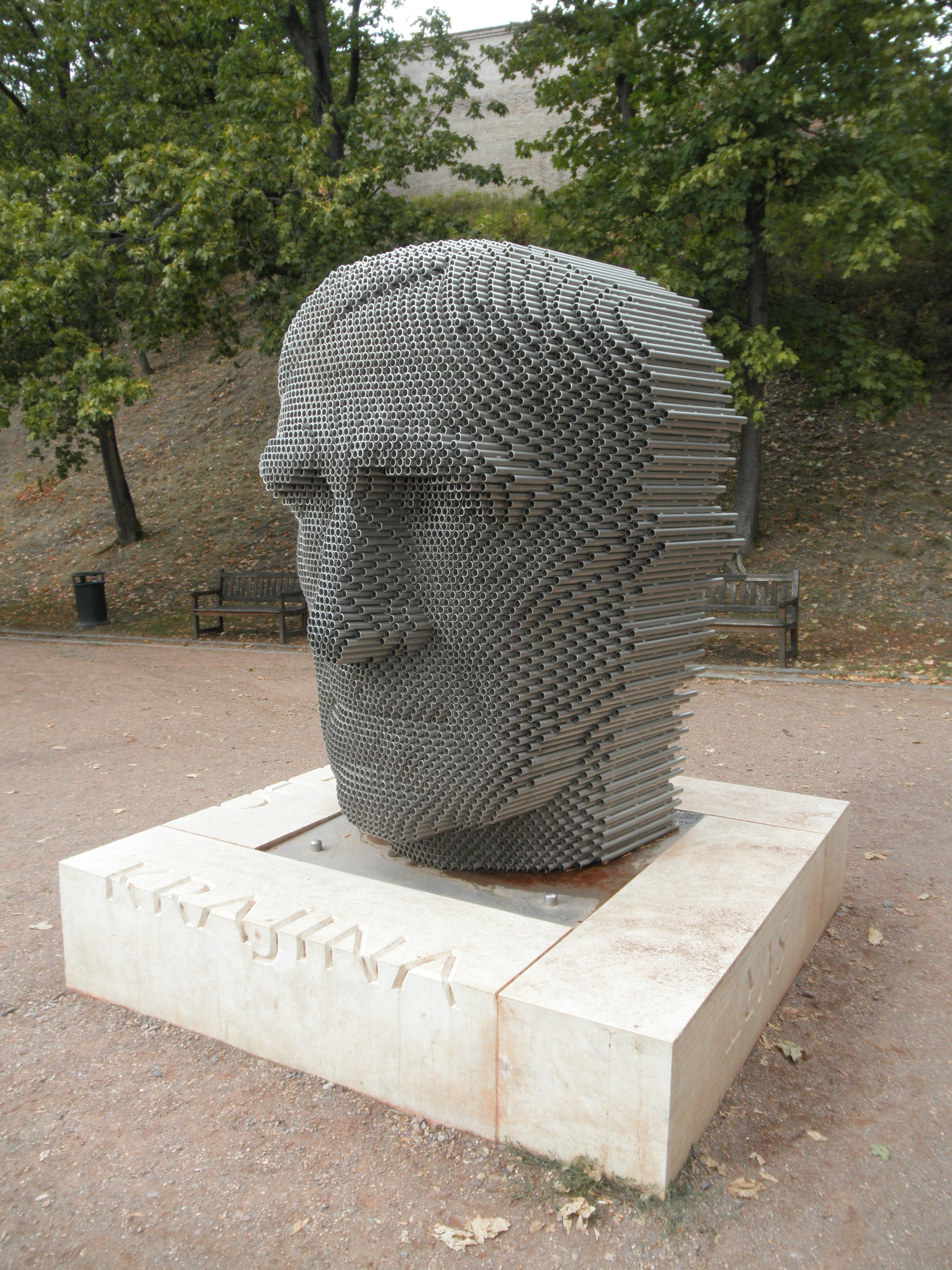
Statue von Jan Skácel an der Festung Špilberk in Brno

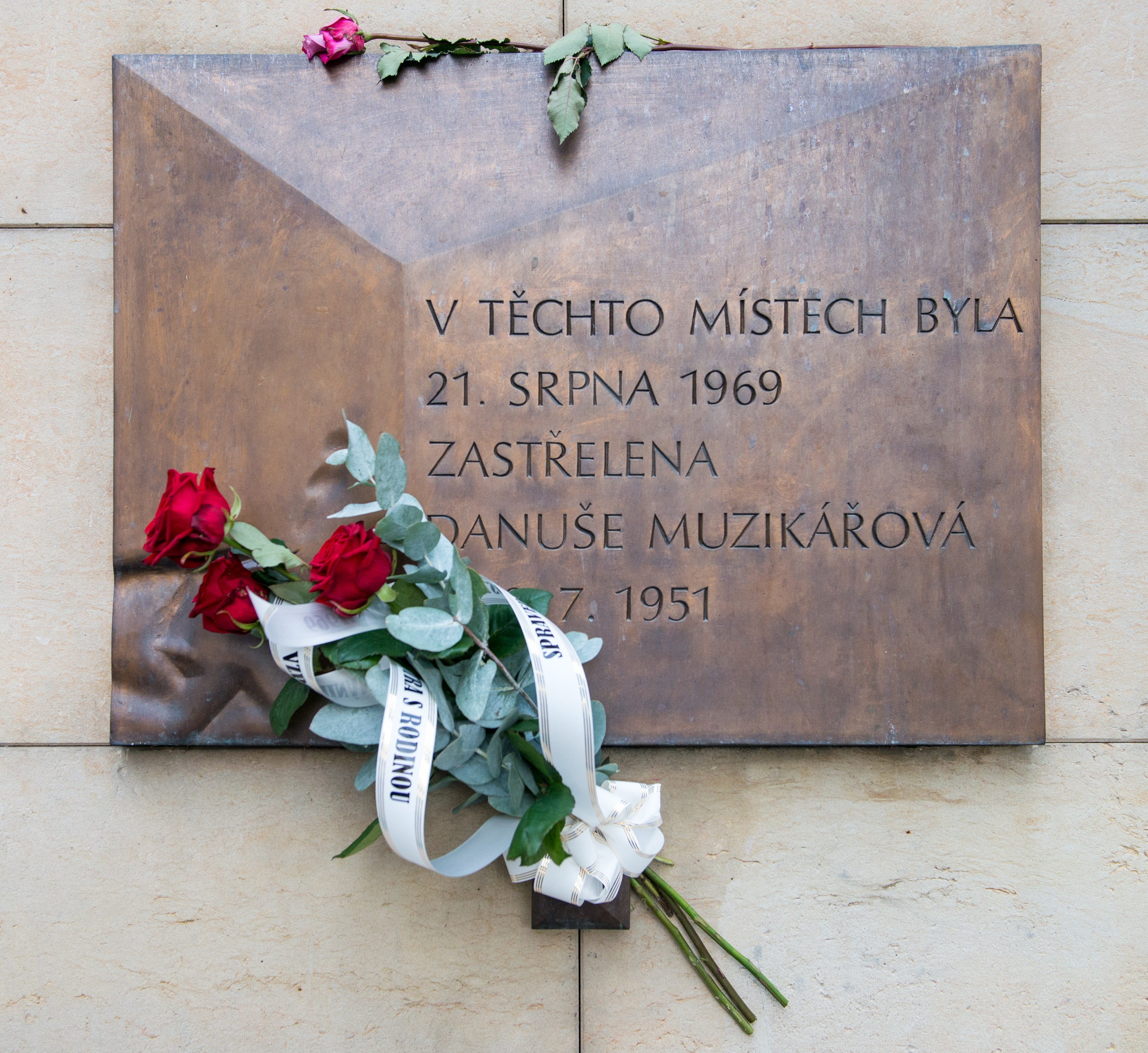
Erinnerungsplakette für Danuše Muzikářová (1951–1969)

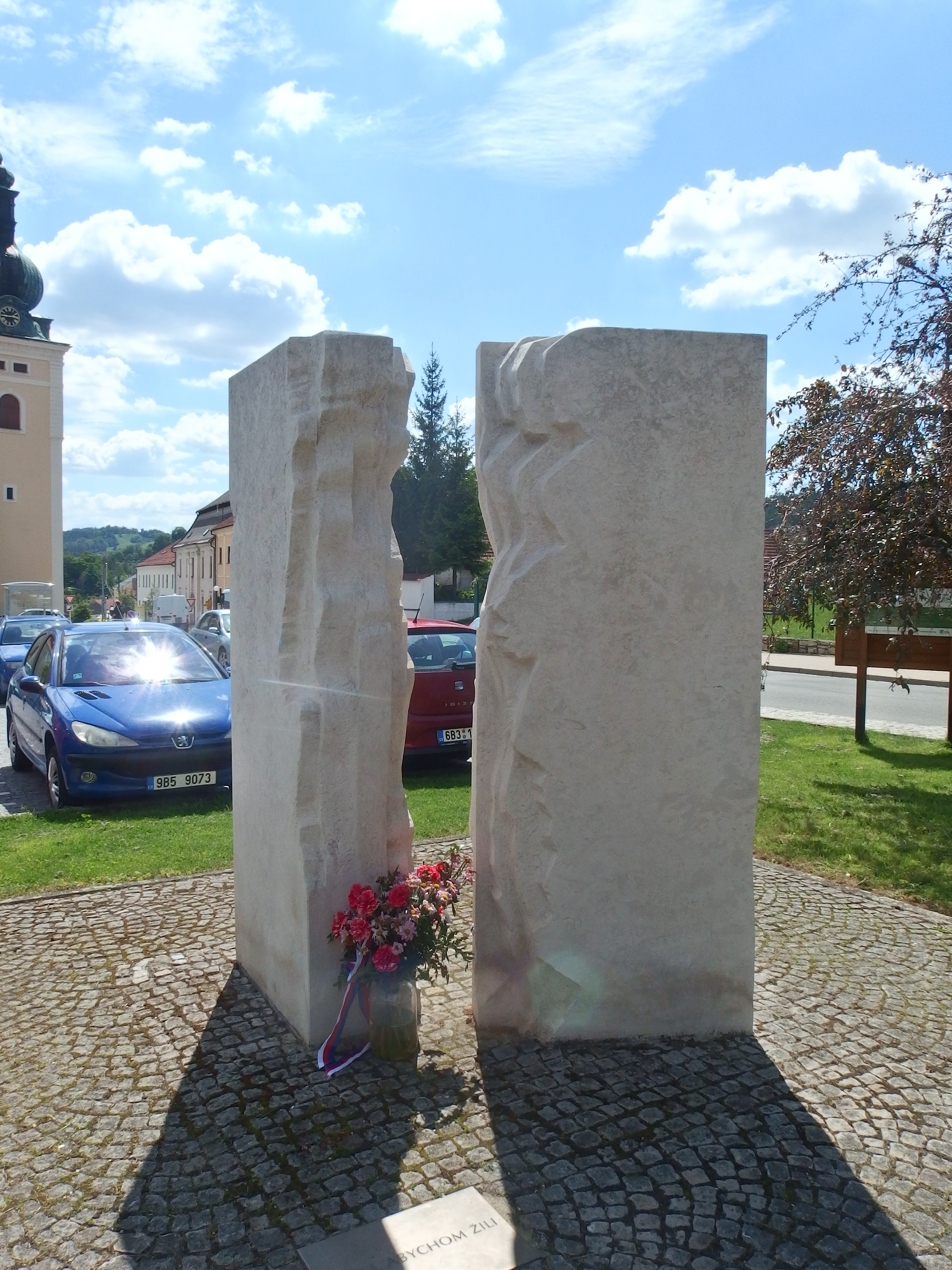
Denkmal für die Opfer des Krieges, Kunštát

- Liegende sonnenbadende Frau am Stausee von Brünn (1983), durch Vandalismus zerstört[7]
- Ohryzkovník – Stausee von Brünn (1998)[8][9]
- vier Gedenktafeln für die Opfer der Ereignisse von 1968–69 in Brünn[10]
- Gedenktafel für Dr. Adolf Kroupy am Haus der Künste, Brünn (2000)[10]
- Denkmal für die Opfer des Krieges, Žatčany (2005)[11]
- Denkmal für die Opfer des Krieges, Kunštát[12]
- Statue von Jan Skácel, Brünn (2016)[13]
- Plakette von Ernst Mach, Brünn[10]
- Skulptur von Ivo Možný (2018)[14][15]
- Holocaust-Denkmal in Brünn (Projekt)[16]

## Skulpturen und Installationen (Auswahl)
- Auto – Karosserie (1984)
- Blaues Auto (1984)
- Fahrer I, II, III (1987)
- Sleeping Car (1990)
- Arcadia (1992)
- Eros und Thanatos (1992)
- Anamnese (1994)
- Recycelte Natur (1996)
- Ikebama – Bouquet (1999)
- Miláček (2000)
- Geist (2002)
- Madonna (2002)
- Dancing (2005)
- Climber (2005)
- Ende (2005)
- Fragezeichen (2005)
- Null, Punkt, Komma (2006)
- Jetzt (2006)
- Nichts (2006)
- Homo civilis (2020)

## Einzelausstellungen (Auswahl)
- Zeichnungen, Galerie Tschechoslowakischer Schriftsteller, Brünn (1990)
- Skulpturen, J. Krále-Galerie, Brünn (1991)
- Skulpturen, Kunstgalerie Eger (1992)
- Skulpturen, Objekte, Installationen, Fronta Galerie, Prag; Ambrosiana-Galerie, Brünn (1992)
- Anamnese, Galerie V. Špála, Prag, Galerie de l’École des Beaux Arts, Lorient (1994)
- Recycelte Natur I+II (mit T. Lahoda), Aspekt Galerie, Brünn; Galerie Špilar Brothers, Domažlice (1995/1996)
- Perfect Shadows Forever, Kirche der Erhöhung des hl. Kreuzes, Moravský Beroun (1997)
- Ikebama (mit T. Lahoda), Pražák-Palastes, Brünn (1999)
- e-Matutinum, Galerie der Schönen Künste, Ostrava (2001)
- Matutina, Stadtgalerie Pilsen (2001)
- Sensi (mit T. Lahoda), Kunstgalerie Brünn (2003)
- Modulato cantabile, Haus der Künste, Brünn (2003)
- Pop Fiction (mit T. Lahoda), Kunstgalerie Brünn (2007)
- Pop Fiction II: (mit K. Štědrý), Galerie Kotelna, Prag (2010)
- Modulato Cantabile, Skulpturen im Botanischen Garten von Brünn (2012)
- Saison der Hexe, Skulpturen, Titanium Galerie, Brünn (2013)
- Skororetro, Stadtgalerie Brünn (2015)
- Ruf mich jetzt an, Statuen, Schlosspark Křtiny (2017)[17]

## Gruppenausstellungen (Auswahl)
- 1990: Galerie mladých, Prag, Galerie Orlická, Poriginal Galleria, Pori (Finnland)
- 1991: Skulpturen-Salon, Prešov (Slowakei), Zwischen Schreien und Meditation, Haus der Kunst, Brünn, Technologie als Vernunft und Mythos, Haus der Kunst  Znojmo; Junge mährische Künstler, Haus der tschechischen Kultur, Bratislava sowie Budapest
- 1992: Tonformen, Galerie J. Matička, Litomyšl sowie Mánes-Galerie Prag; Möglichkeiten der kleinen Skulptur, Haus der Kunst, Brünn
- 1993: Vergrößerung, Třebíč; Haus der Kunst Brünn; Internationales Skulpturensymposium, Hořice; Botanischer Garten, Prag; Geschichten ohne Ende, Moravská galerie Brünn; Nationalgalerie, Kinský-Palast, Prag[18]
- 1995: Real Paintings, Galerie Sýpka, Vlkov; Echte Gemälde, Haus der Technologie, Brünn
- 1996: Wiederholte Geschichten, Moravská galerie Brünn, Nationalgalerie im Palais Sternberg, Prag, Galerie des Slovácko-Museums, Uherské Hradiště; Stille für 12 Stimmen, Moravská galerie Brünn; Schweigen für 12 Stimmen, Dům u Zvonu, Prag
- 1997: Tradition im Neuen, Szombathelyi Képtár; Ankunft 2, Galerie Sýpka, Vlkov
- 1998: Über Proportionen, Pražák-Palastes (mit D. Černý, J. Róna und D. Štěpánová.), Brünn
- 1999: Tetraedon, Tschechisches Zentrum (mit V. Kokolia, P. Kvíčala und P. Veselý), Berlin
- 2000: Gips der Schönheit, Kirche der Erhöhung des hl. Kreuze, Olomouc; Melancholie, Moravská galerie, Brünn
- 2003: Statue und Objekt VIII, Präsidentengarten, Galerie Michalský dvor, Bratislava
- 2004: Präsenz II., Porta Coeli, Dolní Kounice
- 2006: 15 Jahre TT Club, Špilberk, Brünn
- 2007: Der TT Klub Brünn, Künstlerforum Bonn; Acrochange, Kunstgalerie, Brünn
- 2012: Rückblick, Kunstgalerie Brünn, Potpourri, Kunstgalerie Brünn
- 2013: Flachformat, International Art Symposium Workshop 2013, Mikulov
- 2014: Dolní Kounice Biennale Präsenz VIII;  Weihnachten, Kunstgalerie Brünn

## Öffentliche Ausschreibungen, Symposien, Workshops (Auswahl)
- 1983: Arbeitstreffen 83, Prag; 1. Open-Air, Brünn
- 1985: Internationales Skulpturensymposium, Leipzig
- 1989: Internationales Skulpturensymposium, Arandjelovac
- 1993: Internationales Skulpturensymposium, Hořice
- 1994: Workshop Belle-Ile, École des Beaux Arts, Lorient
- 1996: Kent Institut für Kunst und Design, Suffolk College – Schule für Kunst und Design; Dublin National College für Kunst und Design
- 1998: 2. Open-Air Brünn
- 1999: Workshop 99, Mikulov
- 2000: Europa-Symposium Kaisersteinbruch
- 2005: Internationales Kunstsymposium, Workshop 05, Mikulov (als Kurator)
- 2013: Internationales Kunstsymposium, Workshop 2013, Mikulov